# Volker Zimmermann
Volker Zimmermann es un deportista alemán que compitió en remo. Ganó una medalla de plata en el Campeonato Mundial de Remo de 1990, en la prueba de cuatro con timonel.

## Palmarés internacional
| Campeonato Mundial | Campeonato Mundial   | Campeonato Mundial | Campeonato Mundial |
| Año                | Lugar                | Medalla            | Prueba             |
| ------------------ | -------------------- | ------------------ | ------------------ |
| 1990               | Tasmania (Australia) | Medalla de plata   | Cuatro con timonel |